# Sydkorea ved vinter-PL 2018
Sydkorea deltog ved vinter-PL 2018 i Pyeongchang, Sydkorea i perioden 9.-18. marts 2018. Landet deltog med 42 deltagere, hvor af kønsfordelingen var på 36 mænd og 6 kvinder.

## Medaljer
| 2018 Pyeongchang | Guld | Sølv | Bronze | Total |
| Nordkorea        | 1    | 0    | 2      | 3     |